# Walter R. Tucker

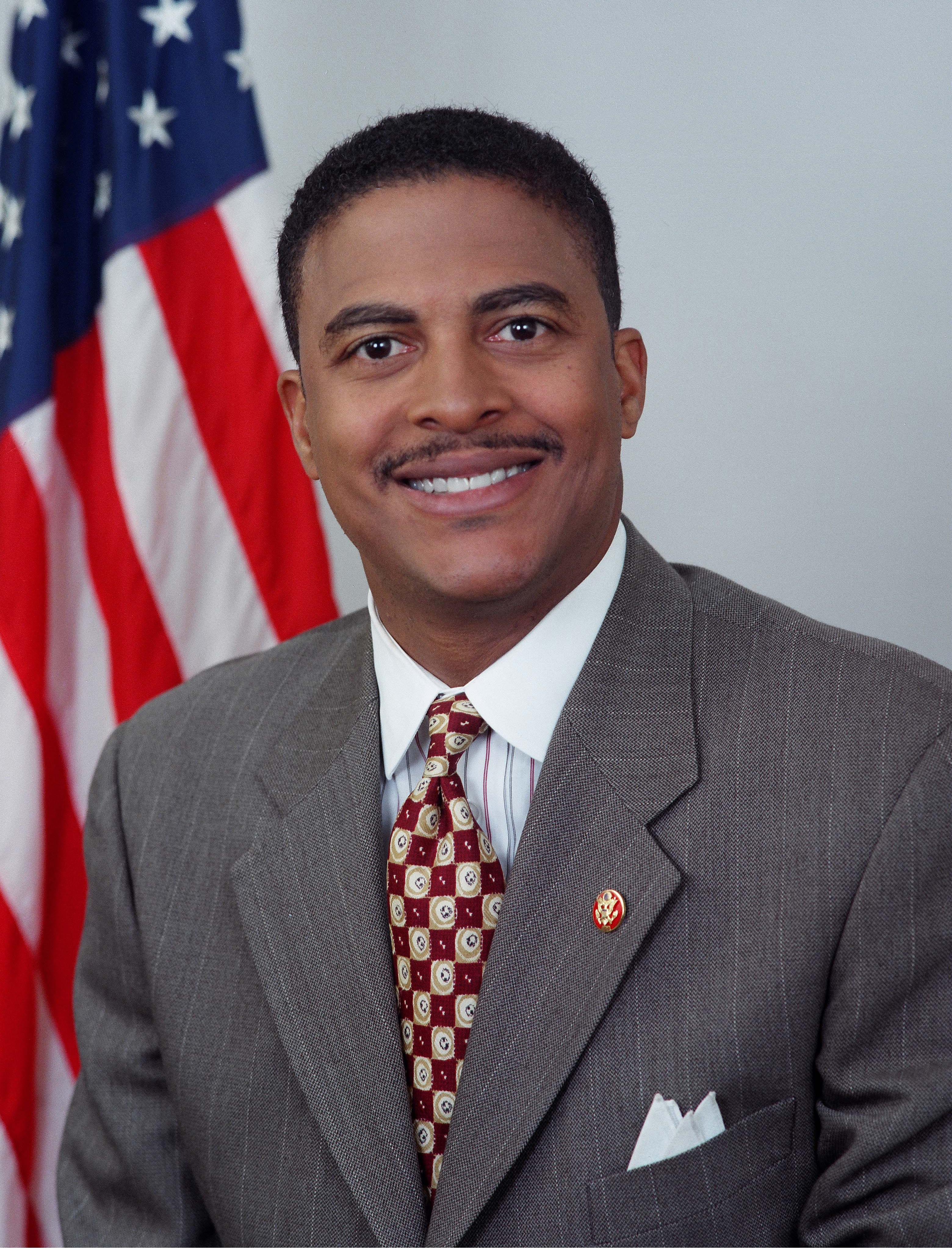
Walter R. Tucker

Walter Rayford Tucker III (* 28. Mai 1957 in Compton, Kalifornien) ist ein US-amerikanischer Politiker. Zwischen 1993 und 1995 vertrat er den Bundesstaat Kalifornien im US-Repräsentantenhaus.

## Werdegang
Walter Tucker entstammt einer bekannten lokalen Politikerfamilie. Sein Vater war ein früherer Bürgermeister von Compton. Zwischen 1974 und 1976 studierte er an der Princeton University und danach bis 1978 an der University of Southern California. Nach einem anschließenden Jurastudium an der Georgetown University und seiner 1984 erfolgten Zulassung als Rechtsanwalt begann er in Compton in diesem Beruf zu arbeiten. Von 1984 bis 1986 war er auch stellvertretender Bezirksstaatsanwalt im Los Angeles County. Gleichzeitig begann er als Mitglied der Demokratischen Partei eine politische Laufbahn. In den Jahren 1991 und 1992 war er Bürgermeister seiner Heimatstadt Compton. Er war auch als ordinierter Geistlicher auf kirchlichem Gebiet aktiv.
Bei den Kongresswahlen des Jahres 1992 wurde Tucker im 37. Wahlbezirk von Kalifornien in das US-Repräsentantenhaus in Washington, D.C. gewählt, wo er am 3. Januar 1993 die Nachfolge von Al McCandless antrat. Nach einer Wiederwahl konnte er bis zu seinem Rücktritt im Dezember 1995 im Kongress verbleiben. Dort war er Mitglied im Committee on Public Works und im Small Business Committee. Im Jahr 1995 wurden Korruptionsvorwürfe gegen ihn laut, die noch aus seiner Zeit als Bürgermeister von Compton stammten. In diesem Zusammenhang legte er am 15. Dezember 1995 sein Abgeordnetenmandat nieder. Im Jahr 1996 wurde er zu 27 Monaten Gefängnis verurteilt.
Heute ist Walter Tucker Pastor in einer Kirche nahe Chicago. Mit seiner Frau hat er zwei Kinder.